# Drømme om djævelen
Drømme om djævelen er en dansk kortfilm fra 2006 med instruktion og manuskript af Karen Elisabeth Hjermind.

## Handling
Denne artikel mangler et handlingsreferat. Hjælp os med at skrive det.